# کولونگا گوشچینگچتسه
کولونگا گوشچینگچتسه (به لهستانی:  Kolonia Gościeńczyce) یک روستا در لهستان است که در گمینا پراژموو واقع شده‌است.